# Paranchialina angusta
Paranchialina angusta is een aasgarnalensoort uit de familie van de Mysidae. De wetenschappelijke naam van de soort is voor het eerst geldig gepubliceerd in 1883 door Sars G.O..